# 2-й Ширяевский переулок
Второ́й Ширя́евский переу́лок (ранее также — Второ́й Ширя́евский прое́зд) — переулок, расположенный в Восточном административном округе города Москвы на территории района Сокольники.

## История
Переулок получил своё название в XIX веке (по другим сведениям, ранее переулок назывался Второ́й Ширя́евский прое́зд) вместе с не существующим ныне 1-м Ширяевским переулком по расположению на территории Ширяева поля, которое в свою очередь получило название, согласно преданию, по кличке сокола Ширяй, с которым любил охотиться в Сокольниках царь Алексей Михайлович и который разбился на этом поле.

## Расположение
2-й Ширяевский переулок проходит от Большой Оленьей улицы на юго-запад до Большой Ширяевской улицы, с северо-запада к нему примыкает Малая Оленья улица.

## Примечательные здания и сооружения
По нечётной стороне:
По чётной стороне:

## Транспорт

### Наземный транспорт
По 2-му Ширяевскому переулку не проходят маршруты наземного общественного транспорта. У юго-западного конца переулка, на Большой Ширяевской улице, расположена остановка «Детский сад» трамваев № 4, 7.

### Метро
- Станция метро «Преображенская площадь» Сокольнической линии — юго-восточнее улицы, на Преображенской площади на пересечении Большой Черкизовской улицы с Краснобогатырской улицей и улицей Преображенский Вал.
- Станция метро «Сокольники» Сокольнической линии и «Сокольники» Большой кольцевой линии (соединены переходом) — юго-западнее улицы, на Сокольнической площади.

### Железнодорожный транспорт
- Платформа «Маленковская» Ярославского направления МЖД — северо-восточнее улицы, на 4-м Лучевом просеке.